# 1893 год в науке
В 1893 году произошли различные научные и технологические события, некоторые из которых представлены ниже.

## Достижения человечества

### Открытия
- Эдуард Зюсс в своей работе «Лик Земли» предположил существование древнего океана Тетис;
- Адам Политцер описал Отосклероз;
- Владимир Михайлович Бехтерев описал Болезнь Бехтерева;
- Вильгельм Вин вывел Закон смещения Вина.

### Изобретения
- Распылительный карбюратор: Янош Чонка, Донат Банки.

## Награды
- Медаль Копли: Джордж Габриель Стокс — «за исследования и открытия в физике».
- Медаль Дэви: Якоб Хендрик Вант-Гофф.
- Медаль Волластона: по геологии Невил Стори Маскелин[англ.]

## Родились
- 3 февраля — французский математик Жюлиа, Гастон Морис (умер в 1978);
- 29 апреля — американский физик Юри, Гарольд Клейтон (умер в 1981);
- 5 августа — британский авиаконструктор Сидней Кэмм (умер в 1966);
- 16 сентября — американский биохимик Альберт Сент-Дьёрди (умер в 1986);
- 23 октября — эстонский астроном Эрнст Юлиус Эпик (умер в 1985);
- 3 ноября — американский биохимик Эдуард Адальберт Дойзи (умер в 1986).

## Скончались
- 2 января — английский энтомолог и археолог Джон Вествуд (родился в 1805);
- 7 января — австрийский физик и математик Йозеф Стефан (родился в 1835);
- 2 мая — Георге Барициу, историк, филолог, академик, президент Румынской академии (родился в 1812);
- 16 августа — французский врач-психиатр Жан Мартен Шарко (родился в 1825);
- 23 сентября — Карл Ланг (р. 1849), немецкий метеоролог и педагог; член Леопольдины.
- 4 декабря — английский физик Тиндаль, Джон (родился в 1820);
- 6 декабря — швейцарский астроном и математик Рудольф Вольф (родился в 1816);
- 28 декабря — британский ботаник Ричард Спрус (родился в 1817).